# Gitte Broeng
Gitte Broeng (født 1973 i Aalborg) er en dansk forfatter.
Broeng debuterede i 2006 med digtsamlingen Interiør. I 2011 udkom kortprosasamlingen Planetbyen, som fulgtes af endnu en kortprosasamling, Croquis, i 2014. I 2015 udkom Broengs første roman Frøken Klokken, der fik fremragende anmeldelser[kilde mangler] og blev indstillet til Weekendavisens litteraturpris. Romanen udkom senere som lydbog indlæst af Karsten Pharao.
I 2015 udgav hun Lima India Foxtrot Echo (læses som "LIFE") hvori alle ord er stavet i det Internationale fonetiske alfabet. Man skal derfor læse hvert begyndelsesbogstav af hvert ord for at kunne læse sætningen.
Gitte Broeng modtog Bukdahls Bet 2017 for bogen Oliekrisen.